# بيتي شامية
بيتي شامية  هي كاتبة مسرحية ومؤلفة وكاتبة سيناريو وممثلة أمريكية من أصل فلسطيني. كتبت 15 مسرحية ورواية واحدة.

## إنتاجها المسرحي

### هدير
أصبحت شامية أول فلسطينية أمريكية يتم عرض مسرحيتها لأول مرة خارج برودواي في عام 2004 مع العرض الأول لمسرحية Roar، وهي دراما عن عائلة فلسطينية. أخرجت الفيلم المرشح لجائزة توني ماريون ماكلينتون، وشاركت في بطولته أنابيلا شيورا وساريتا شودري.

### مالفوليو
تم عرض مسرحية مالفوليو لأول مرة في مسرح هارلم الكلاسيكي في صيف عام 2023، من إخراج إيان بيلكناب وتاي جونز.

### العين السوداء
كان العرض الأول الأصلي لفيلم The Black Eyed في مسرح The Magic في عام 2005. كان العرض الأول لمسرحية The Black Eyed خارج برودواي في ورشة مسرح نيويورك في عام 2007، من إخراج سام جولد وطاقم التمثيل المكون من أيسان سيليك، ولاميس إسحاق، وجانين سيراليس، وإميلي سولو. أنتج مسرح فورنوس في أثينا باليونان ترجمة للمسرحية باللغة اليونانية.

### مناسب للملكة
تم إنتاج مسرحية FIT FOR A QUEEN لأول مرة بواسطة مسرح هارلم الكلاسيكي في عام 2016.

### الجذور الحرة
تمت ترجمة الجذور الحرة إلى الهولندية في عام 2012. كانت أيضًا فنانة مقيمة في نفس المسرح.

## قائمة المسرحيات
- مالفوليو[13]
- هدير[14]
- العين السوداء[14]
- مناسب للملكة[15]
- الشوكولاتة في القلب[16]
- الأقاليم[17]
- في أقرب وقت ممكن[18]
- الجذور الحرة[19]
- مرة أخرى وضد[2]
- الأغرب[20]
- الآلة[21]
- الأنا البديلة للاستيعاب العربي الأمريكي[22]
- مدونات الشرف[23]
- فيريتاس[24]
- ديربورن[25]
- المحطة الأخيرة في الأندلس

## المسرحيات المنشورة
- ذا بلاك آيد آند أركيتكتشر، برودواي بلاي للنشر
- هدير، برودواي بلاي للنشر المحدودة
- الأغرب، دار نشر برودواي بلاي[26]
- مالفوليو، دار نشر برودواي بلاي[27]

## روابط خارجية
- بيتي شامية.كوم
- معهد فهم الشرق الأوسط : بيتي شامية
- معهد رادكليف للدراسات المتقدمة : بيتي شامية
- ورشة عمل مسرحية في نيويورك : بيتي شامية
- مسرح السحر
- تايم آوت نيويورك بيتي شامية تنتقد النماذج العربية في فيلم "العين السوداء"